# Neil Nitin Mukesh
Neil Nitin Mukesh est un acteur indien de Bollywood. Il est le fils du chanteur Nitin Mukesh et le petit-fils du chanteur légendaire Mukesh. Remarqué dans Johnny Gaddaar en 2007, il accède à la notoriété avec New York en 2009.

## Enfance
Neil Nitin Mukesh (hindi : नील नितिन मुकेश), né Neil Nitin Mukesh Chand Mathur le 15 janvier 1982 à Bombay, est le fils du chanteur Nitin Mukesh et de Nishi Mukesh. Après le Lycée Greenlawns à Mumbai, il termine ses études à l'Université, obtenant une licence en communication. Pendant ses vacances, il suit un atelier de 4 mois à l'école d'arts dramatiques de  Kishore Namit Kapoor puis à l'institut d'Anupam Kher. Il collabore avec Aditya Chopra sur la production de Mujhse Dosti Karoge! alors qu'il est étudiant.

## Carrière
Étant enfant, Neil Nitin Mukesh apparait dans Vijay (1988) et Jaisi Karni Waisi Bharni (1989). Devenu adulte, il reçoit plusieurs propositions en tant qu'acteur principal mais, ne souhaitant pas commencer sa carrière par une histoire d'amour, il attend le rôle qui lui convient. C'est Sriram Raghavan qui le lui offre en 2007 avec Johnny Gaddaar, film noir dans lequel il joue une petite frappe qui trahit ses comparses. Bien que le film n'ait pas bien marché et qu'il soit opposé à Dharmendra, star des années 1970, sa prestation retenue est appréciée.
En 2008 il tourne dans Tera Kya Hoga Johnny, un film social de Sudhir Mishra, où il interprète l'un des clients d'un enfant de Mumbay qui survit en vendant du thé dans la rue. Après avoir été projeté avec succès dans plusieurs festivals internationaux (Londres, Dubaï), le film ne sort sur les écrans indiens qu'en 2010 sa sortie ayant été retardée à cause de sa mise en ligne illégale sur YouTube.
Puis, en 2009, on le voit dans Aa Dekhen Zara, un thriller romantique de science-fiction de Jehangir Surti et dans New York de Kabir Khan dans lequel il est contraint d'infiltrer les milieux terroristes. Ce dernier film rencontre le succès auprès du public et des critiques ce qui n'est pas le cas de Jail, réalisé par Madhur Bhandarkar, qui déçoit dans sa peinture des prisons indiennes.
En 2010, il apparaît aux côtés de Deepika Padukone dans Lafangey Parindey réalisé par Pradeep Sarkar et produit par Yash Raj Films et l'année suivante dans Saat Khoon Maaf de Vishal Bhardwaj dans lequel il interprète l'un des sept époux de Priyanka Chopra. Players (2012) réalisé par Abbas-Mastan dans lequel il partage l'affiche avec Abhishek Bachchan, Sonam Kapoor, Amol Gupte, Bipasha Basu, Bobby Deol et Omi Vaidya (en), s'effondre au box office et est boudé par la critique. 
En 2016, il révèle qu'il apparaîtra dans la célèbre série Game of Thrones, il interprétera un membre de la famille royale qui sera amené à jouer des scènes de combat.

## Filmographie
| Année | Film                     | Rôle                   | Réalisateur                     | Notes                         |
| ----- | ------------------------ | ---------------------- | ------------------------------- | ----------------------------- |
| 1988  | Vijay                    | Vikram Bhardwaj enfant |                                 | Enfant                        |
| 1989  | Jaisi Karni Waisi Bharni | Ravi Verma enfant      |                                 | Enfant                        |
| 2007  | Johnny Gaddaar           | Vikram                 | Sriram Raghavan                 |                               |
| 2009  | Aa Dekhen Zara           | Ray Acharya            | Jehangir Surti                  |                               |
| 2009  | New York                 | Omar                   | Kabir Khan                      |                               |
| 2009  | Jail                     | Parag Dixit            | Madhur Bhandarkar               |                               |
| 2010  | Lafangey Parindey        | Nandan Kamthekar       | Pradeep Sarkar                  |                               |
| 2010  | Tera Kya Hoga Johnny     | Parvez                 | Sudhir Mishra                   | Film tourné en 2008           |
| 2011  | Saat Khoon Maaf          | Major Edwin Rodriques  | Vishal Bhardwaj                 | Projeté à la Berlinale 2011   |
| 2012  | Players                  | Spider                 | Abbas-Mastan                    |                               |
| 2013  | David                    | David                  | Bejoy Nambiar                   | Prévu pour le 11 janvier 2013 |
| 2013  | Shortcut Romeo           | Romeo                  | Susi Ganeshan                   |                               |
| 2013  | 3G                       | Sam                    | Sheershak Anand et Shantanu Ray |                               |
| 2014  | Ishqeria                 | Raghav                 | Prerna Wadhwan                  |                               |
| 2014  | Kaththi                  | Cedric Peter Von       | AR Murugadoss                   |                               |
| 2015  | Prem Rathan Dhan Payo    | Ajay Singh             | Sooraj Barjatya                 |                               |

## Récompenses

### Prix
- IIFA Awards 2008 : Nouveau visage de l'année

### Nominations
- Filmfare Awards 2008 : Meilleur espoir masculin - Johnny Gaddaar
- Filmfare Awards 2010 : Meilleur second rôle - New York
- Star Screen Awards 2008 : Meilleur espoir masculin - Johnny Gaddaar
- Stardust Awards 2008 : Superstar de demain - Johnny Gaddaar